# Marco Torsiglieri
Marco Natanel Torsiglieri (ur. 12 stycznia 1988 w Castelar w prowincji Buenos Aires) – argentyński piłkarz, grający na pozycji lewego lub centralnego obrońcy.

## Kariera klubowa
Wychowanek klubu Vélez Sársfield, w którym 18 listopada 2006 rozpoczął karierę piłkarską. W sezonie 2007/08 został wypożyczony do drugoligowej drużyny Talleres Córdoba. W czerwcu 2010 przeszedł do portugalskiego Sporting CP. W lipcu 2011 został wypożyczony do ukraińskiego Metalista Charków, a już w styczniu 2012 klub wykupił kontrakt piłkarza. W sierpniu 2013 został wypożyczony do UD Almeria. Na początku lutego 2015 Boca Juniors dogadał się z Metalistem w sprawie transferu piłkarza.

## Sukcesy i odznaczenia

### Sukcesy klubowe
- mistrz Clausura: 2009
- brązowy medalista Mistrzostw Ukrainy: 2012